# Stadio Parsemain
Lo stadio Parsemain è lo stadio di calcio dell'FC Istres, squadra di calcio militante nello Championnat National, terza serie di calcio francese. Si trova nella città Fos-sur-Mer ed è capace di contenere 17.468 posti a sedere.
Ha ospitato la finale del campionato francese di football americano nel 2017 e nel 2018.